# Francesco Barzaghi
Francesco Barzaghi (Milano, 10 febbraio 1839 – Precotto, 21 agosto 1892) è stato uno scultore italiano.

## Biografia

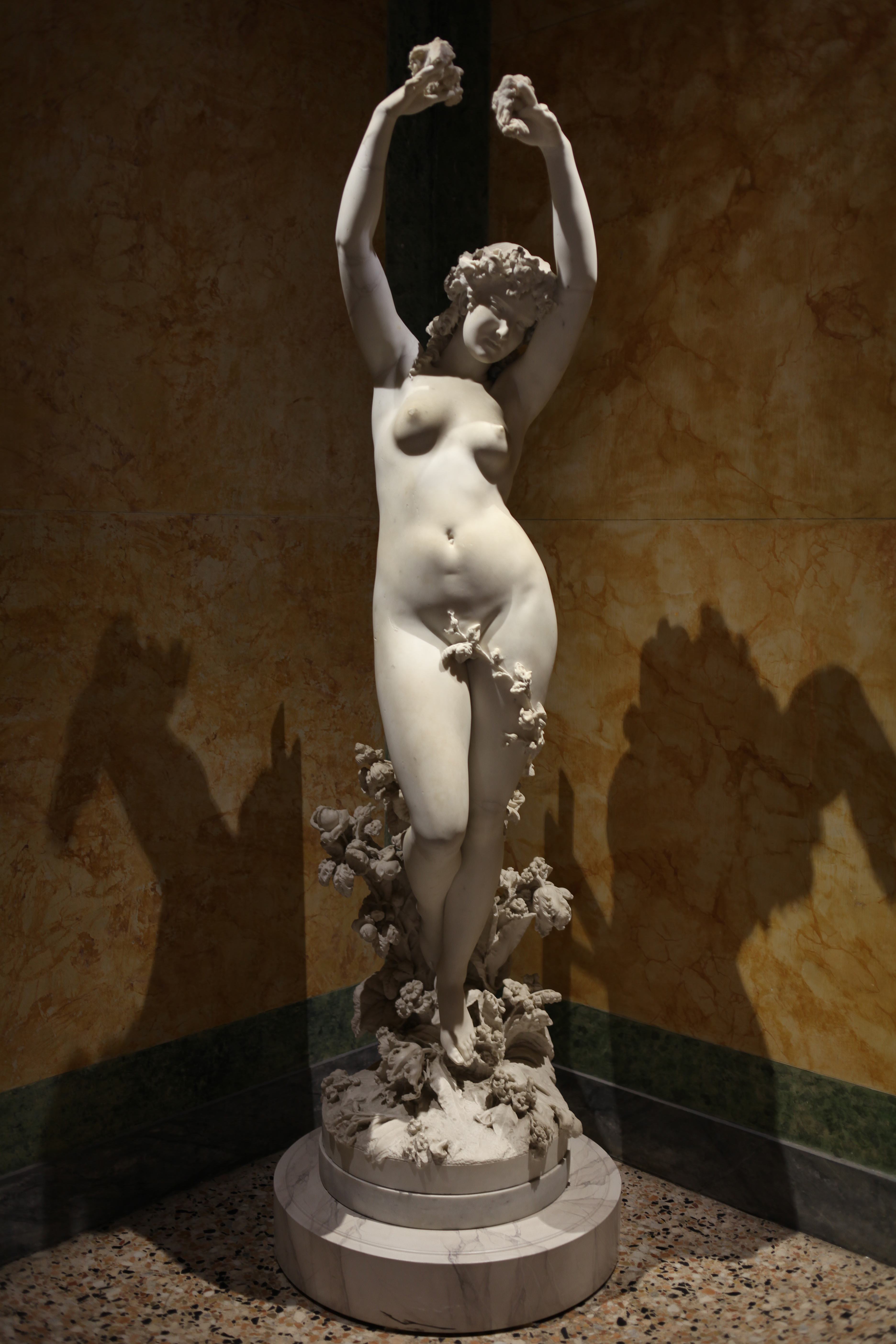
Dea dei fiori

Nato a Milano nel 1839 da Carlo e da Giuseppina Gioli, frequenta gli studi di Tantardini e di Alessandro Puttinati. S'iscrive poi all'Accademia di Brera dove segue i corsi di Cacciatori. È compagno di studi di Vincenzo Vela a cui è stilisticamente vicino nei modi del Realismo.
Tra le sue opere spiccano quella che viene considerata il suo capolavoro, la statua equestre di Napoleone III, oggi al Parco Sempione; Frine, del 1867, presentata a Parigi nello stesso anno e oggi alla Galleria d'Arte Moderna di Milano; Dea dei fiori (1878), anch'essa nella stessa Galleria.
Esegue opere di carattere sacro per il Duomo di Milano: i santi Ilario, Venceslao (1865) e Adelaide e per quello di Bergamo: santi Bartolomeo e Tommaso (1870).
Sue opere celebrative risorgimentali sono il Verdi per l'atrio del Teatro alla Scala, il Monumento ad Alessandro Manzoni in piazza San Fedele a Milano (1883), il monumento a Luciano Manara ai giardini pubblici di Porta Venezia e a Francesco Hayez (1890) in piazza Brera. Presso il palazzo dell'Accademia di Brera scolpì nel 1874 il monumento al conte Pompeo Litta Biumi, inaugurato in occasione della commemorazione dello storico milanese.
Altre sue statue sono dedicate a Vittorio Emanuele II a Bergamo (1884), Lodi (1883) e Genova (1886) e a Garibaldi a Crema e a Soresina, entrambi del 1885. Per Venezia esegue il monumento a Niccolò Tommaseo (1882).
Nel 1880 riceve l'incarico di insegnamento di scultura a Brera, incarico che conserva fino al 1892, anno della sua morte.

## Opere
Elenco incompleto.

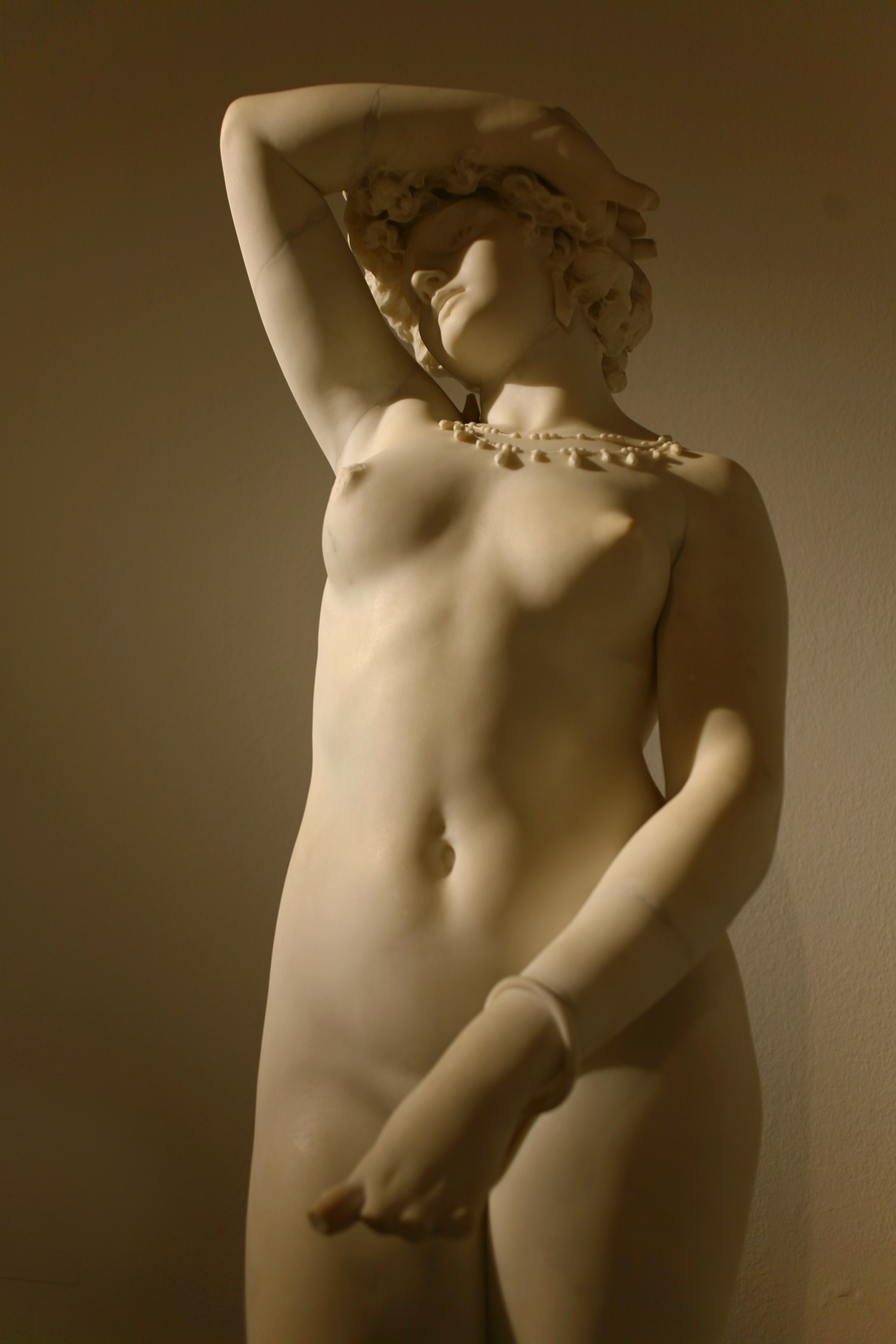
Frine (1872)

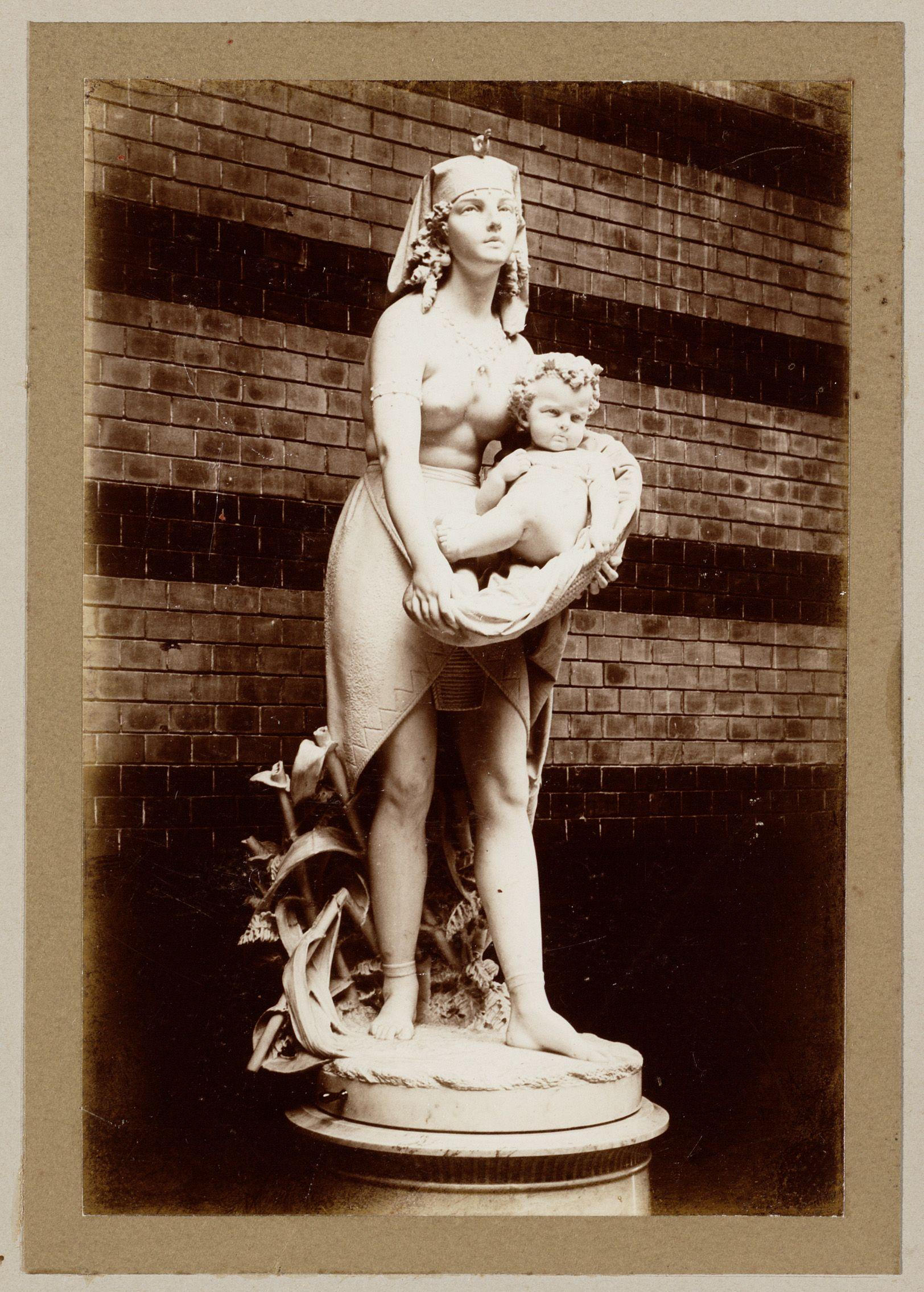
Mosè salvato dalle acque

- Ercole che soffoca Anteo. Gruppo premiato dall'Accademia di Bologna, 1857.
- Ecce-Homo. Statua grande al vero premiata al Concorso Canonica. Milano 1858.
- Giuditta. Statua grande al vero premiata al Concorso triennale di scultura. Milano 1864.
- S. llario, S. Venceslao, S. Adelaide. Statue in marmo grandi al vero per il Duomo di Milano. 1863, 1865, 1867.
- Frine. Statuetta in marmo, esposta a Brera nel 1863.
- Frine. Ripetizione in grandezza naturale, premiata a Oporto con medaglia d'oro e acquistata dalla Regina Maria Pia. L'autore ebbe le insegne di cavaliere dell'ordine di Cristo. Questa statua creò la fama del Barzaghi che ne fece parecchie repliche per le esposizioni mondiali di Parigi (1867), di Vienna (1873), di Filadelfia (1876), di Amsterdam, ecc., sempre con esito fortunato di vendita e distinzioni onorifiche. La copia esposta a Vienna venne acquistata del Granduca Nicolò di Russia.
- Pallio d'altare con bassorilievo in bronzo rappresentante S. Cipriano vescovo e S. Cornelio papa, per la chiesa di Bornago. 1865.
- Altro pallio d'altare in bronzo: La deposizione dì G. C. per la cattedrale di Bergamo 1865. Questi due pallii uscirono dalla Fonderia artistica lombarda creata in quegli anni da Francesco e Ambrogio Barzaghi in società col cesellatore Giuseppe Ceriani. La fonderia ottenne un premio alla mostra mondiale di Parigi, 1867.
- Piccolo monumento con busto in bronzo all'ing. Innocente Vittadini. Commissione del Consiglio Accademico di Brera, 1866.
- Raffaello Sanzio. Statua per decorazione della Galleria Vittorio Emanuele in Milano, 1867.
- Il primo amico, gruppo in marmo, 1868.
- Silvia al fonte (dall'Aminta di Torquato Tasso). Statua in marmo. 1868.
- L'innocenza. Statua premiata all'Esposizione nazionale di Belle Arti di Torino del 1880.
- S. Bernardo da Mentone, S. Amatore vescovo, 'S. Eurosia, S. Carlo Borromeo, statue in terra cotta, a dimensioni naturali, per la chiesa di Cressa. 1868.
- S. Pietro e S. Paolo. Medaglioni in terra cotta con teste colossali, per la stessa chiesa.
- Mosca cieca. Statua in marmo che vinse a Brera il premio Principe Umberto di 4.000 lire, nel primo anno della sua fondazione, 1869. Quest'opera accrebbe e consolidò la fama del giovine artista, ed ebbe, come parecchie altre, un seguito di ripetizioni.
- L'equitazione. Fanciullo in marmo, 1869.
- Mosè salvato dalle acque. Gruppo in marmo, 1869.
- Piccolo monumento con busto in marmo al sig. Giuseppe Fumagalli di Sondrio, 1869.
- S. Domenico e Santa Caterina da Siena; Statue grandi al vero, per la chiesa di Ponte S. Pietro (Bergamo) 1869.
- Sempre nel 1869 il Barzaghi, in unione al geniale pittore e scultore bergamasco, Alberto Maironi che ne aveva fornito i disegni, eseguì in gesso quattro grandiosi gruppi a figure colossali per decorazione dell'attico del nuovo teatro del Cairo, nonché il monumento decorativo, alto più di 15 metri, dedicato a Said Pascià dal Viceré d’Egitto in occasione delle feste solenni per l'inaugurazione del canale di Suez.
- Il piccolo fumatore. Statua in marmo. 1870.

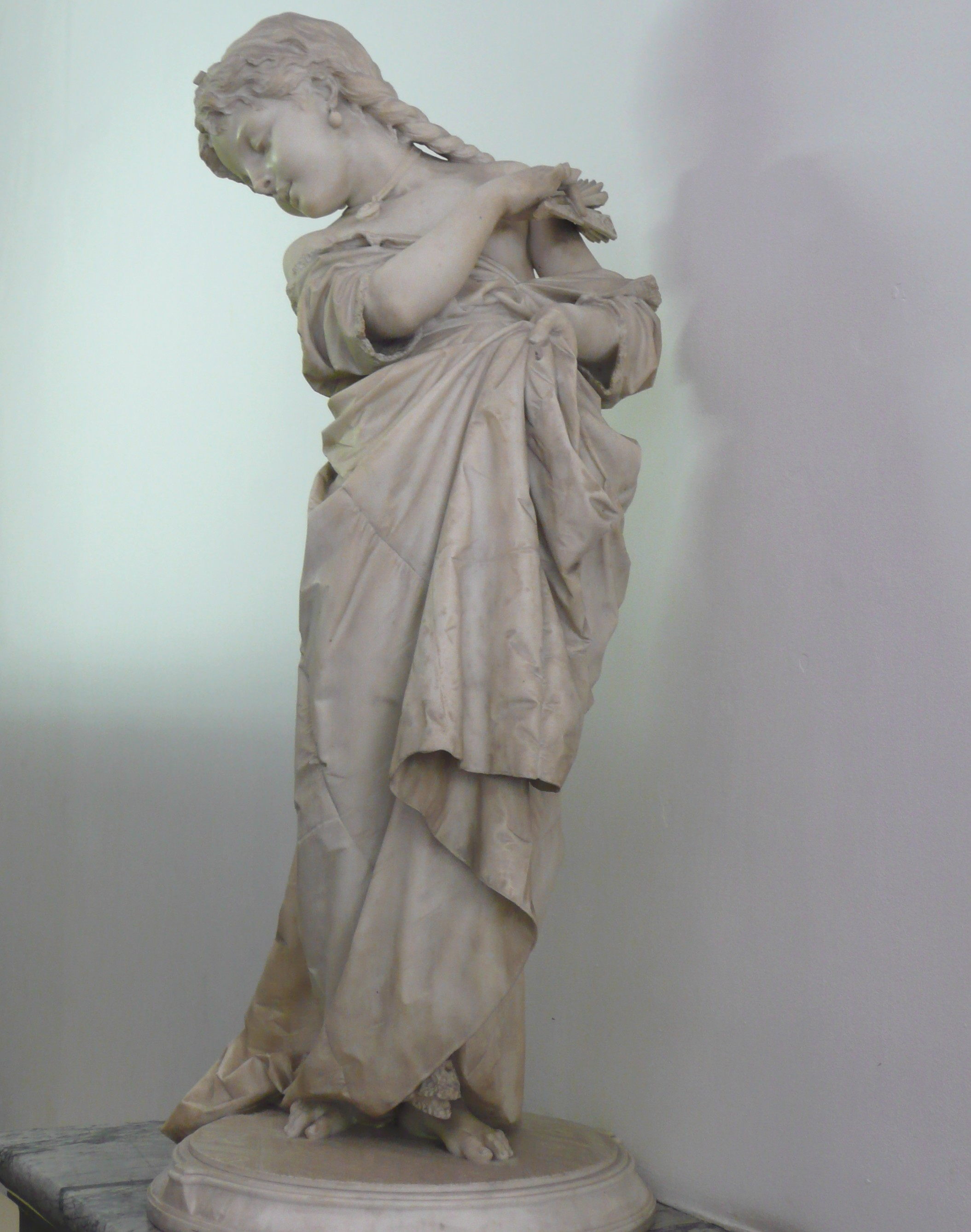
La vanarella

- La vanarella. Statua in marmo. 1871.
- Due angeli colossali, in marmo, per la chiesa parrocchiale di Caprino Bergamasco. 1871.
- Pompeo Litta Biumi, storico milanese. Statua a dimensioni maggiori del vero, in marmo. Collocata sullo scalone di Brera e inaugurata il 7 agosto 1874.
- Angelo in gesso, al vero, per il frontone di un reliquiario nella chiesa di Caprino Bergamasco.
- Due angeli in gesso, al vero per la chiesa di Nembro (Bergamo) 1873.
- Angelo genuflesso, a due terzi del vero, per un monumento eretto nel cimitero di Pietroburgo a spese del sig. Merten. 1874.
- Ritratto della sig. Taroni per il suo monumento nel cimitero di Roma.
- Busto del pittore Carnevali per l’Accademia Carrara di Bergamo.

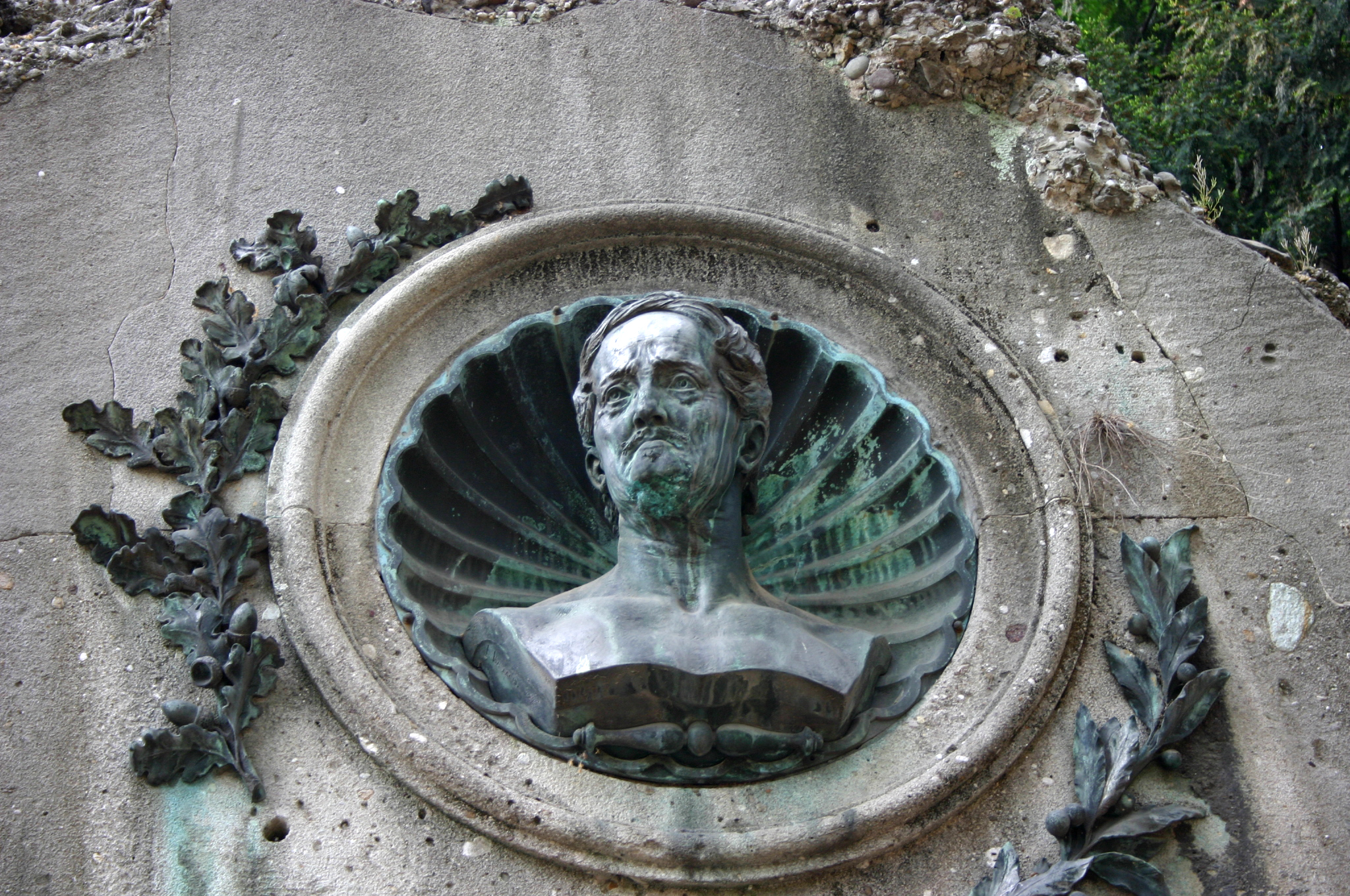
Monumento a Giuseppe Balzaretto

- Busto colossale in bronzo dell'architetto Balzaretto per il giardino pubblico di Milano.
- Francesco Dall'Ongaro, mezza figura in marmo. È nel cimitero di Napoli. 1875.
- S. Bartolomeo, S. Tommaso, statue in marmo per il Duomo di Bergamo. 1876.
- Busto in marmo per il monumento funerario del sig. Broggi di Olivone (Svizzera). 1876.
- Grandioso monumento al deputato Luigi Costa. Cimitero di Vigevano.
- La Dea dei fiori. Statua in marmo. 1878.
- Psiche. Statua in marmo. 1879.
- Ricordo monumentale al segretario dell'Accademia milanese, Antonio Caimi. 1879.
- Monumento a Niccolò Tommaseo in Venezia. 1879.
- Monumento funebre dell'architetto Giuseppe Mengoni al Cimitero Monumentale di Milano, 1879-1881.

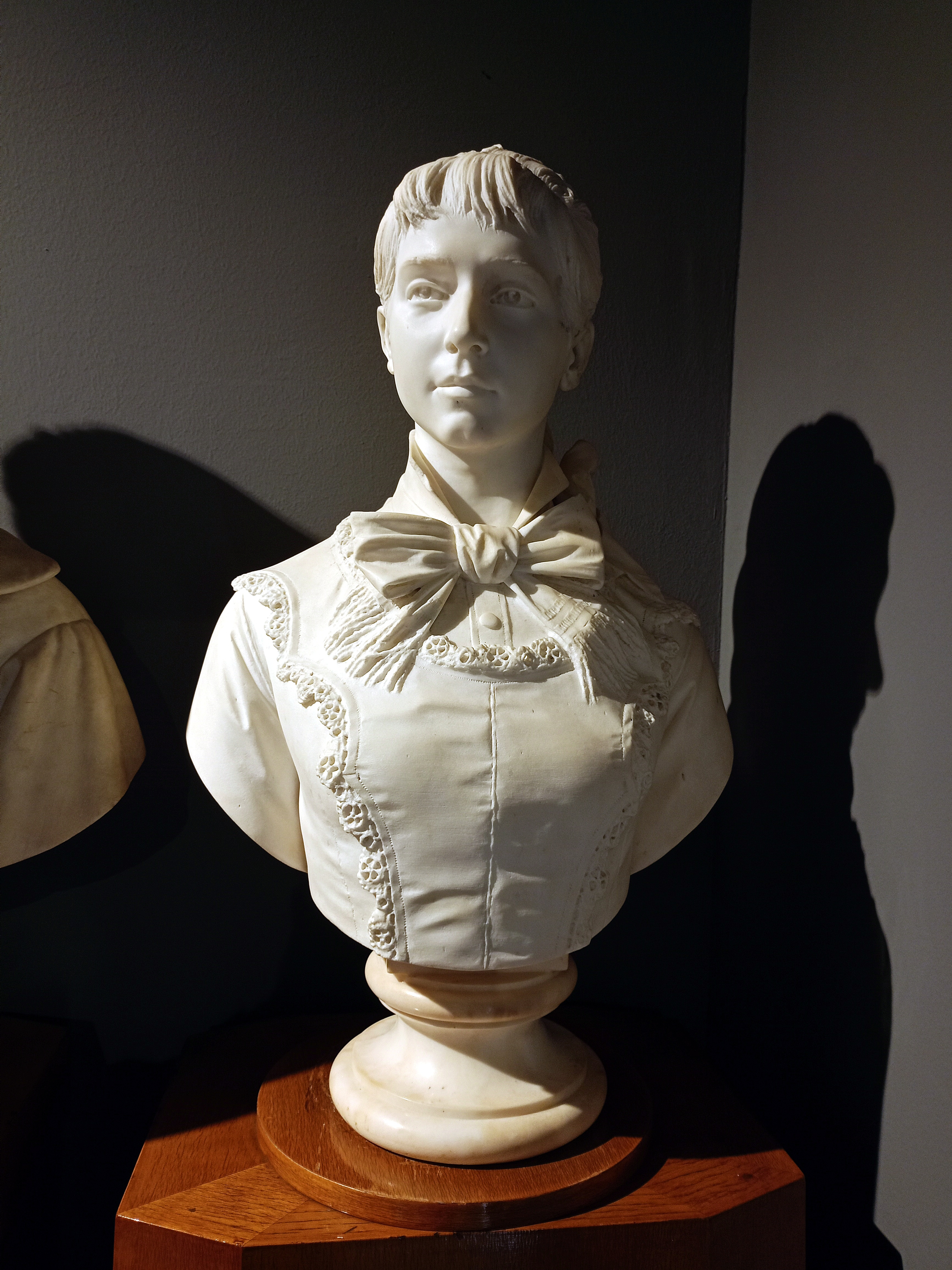
Ritratto di Ida Sacchi

- Ritratto di Ida Sacchi, 1881 circa.
- Busto in bronzo dello scultore Abbondio Sangiorgio. 1882.
- Busto in marmo del marchese Rocca-Saporiti. 1882.
- Giuseppe Verdi. Statua in marmo per l'Atrio del Teatro alla Scala in Milano.
- Monumento ad Alessandro Manzoni. Statua in bronzo.
- Monumento a Francesco Hayez. Statua in bronzo.
- Statua in bronzo del Monumento a Napoleone III (i bassorilievi sono opera di Antonio Bezzola).
- Monumento a Luciano Manara rimasto incompiuto. 1892.

Opere eseguite insieme a Luigi Pagani.
- Monumento equestre in bronzo a Vittorio Emanuele, per la città di Genova.
- Due monumenti a Vittorio Emanuele per le città di Bergamo e di Lodi.
- Concorso per la statua equestre del monumento a V. E. in Roma, nel quale furono tre volte premiati e prescelti a ripetere la gara.

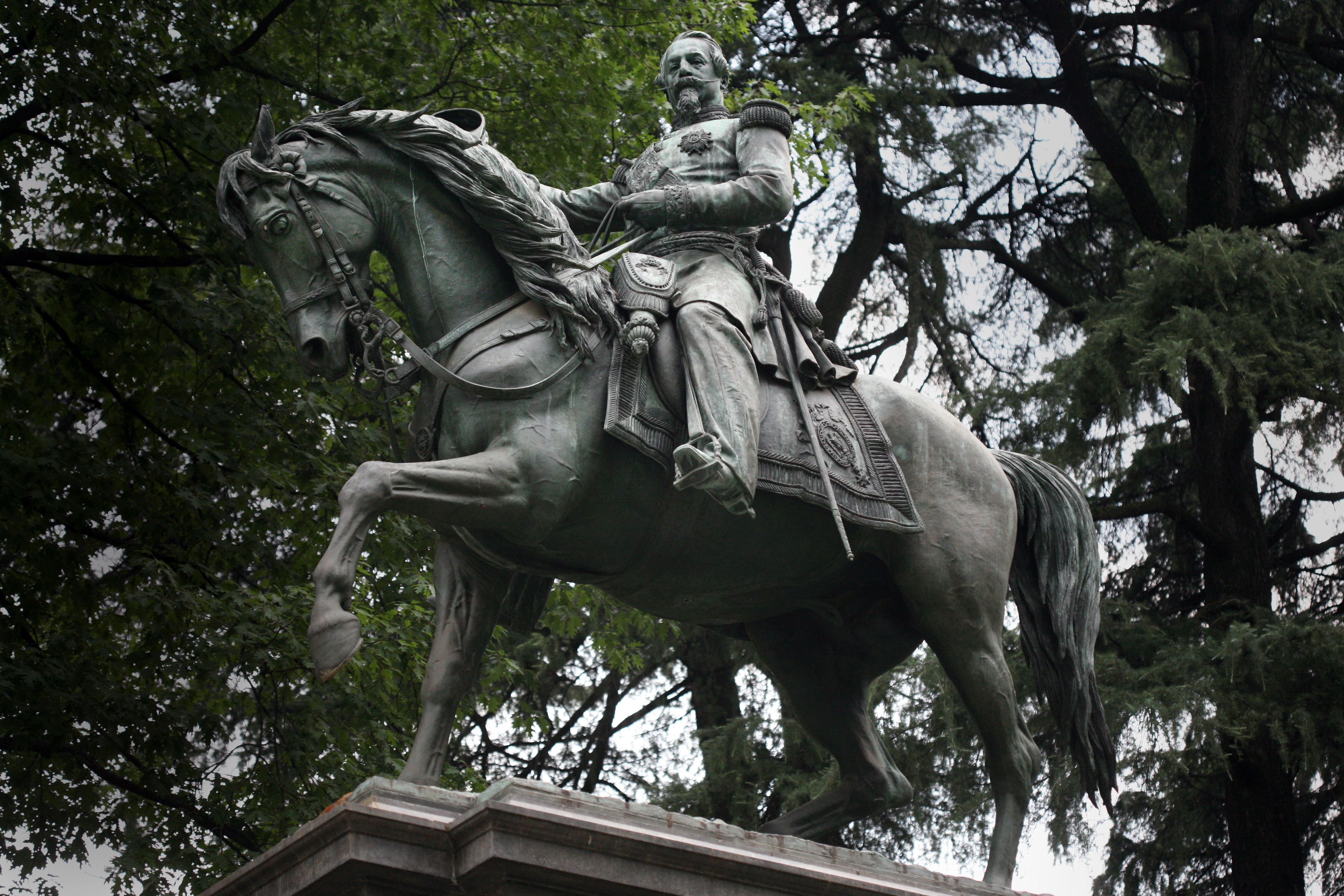
Monumento a Napoleone III e all'Esercito Francese (1880), Milano
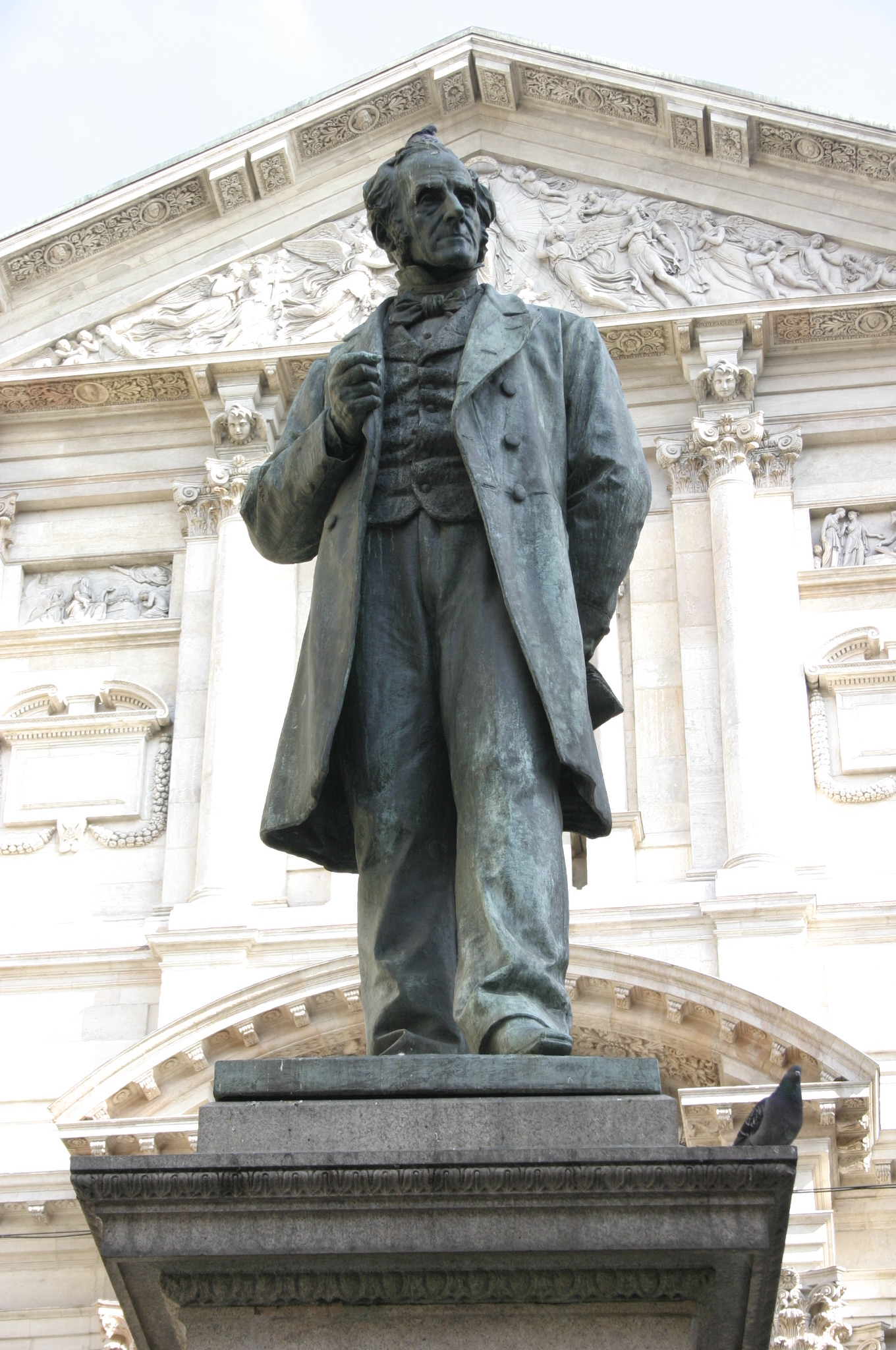
Monumento ad Alessandro Manzoni (1883), Milano
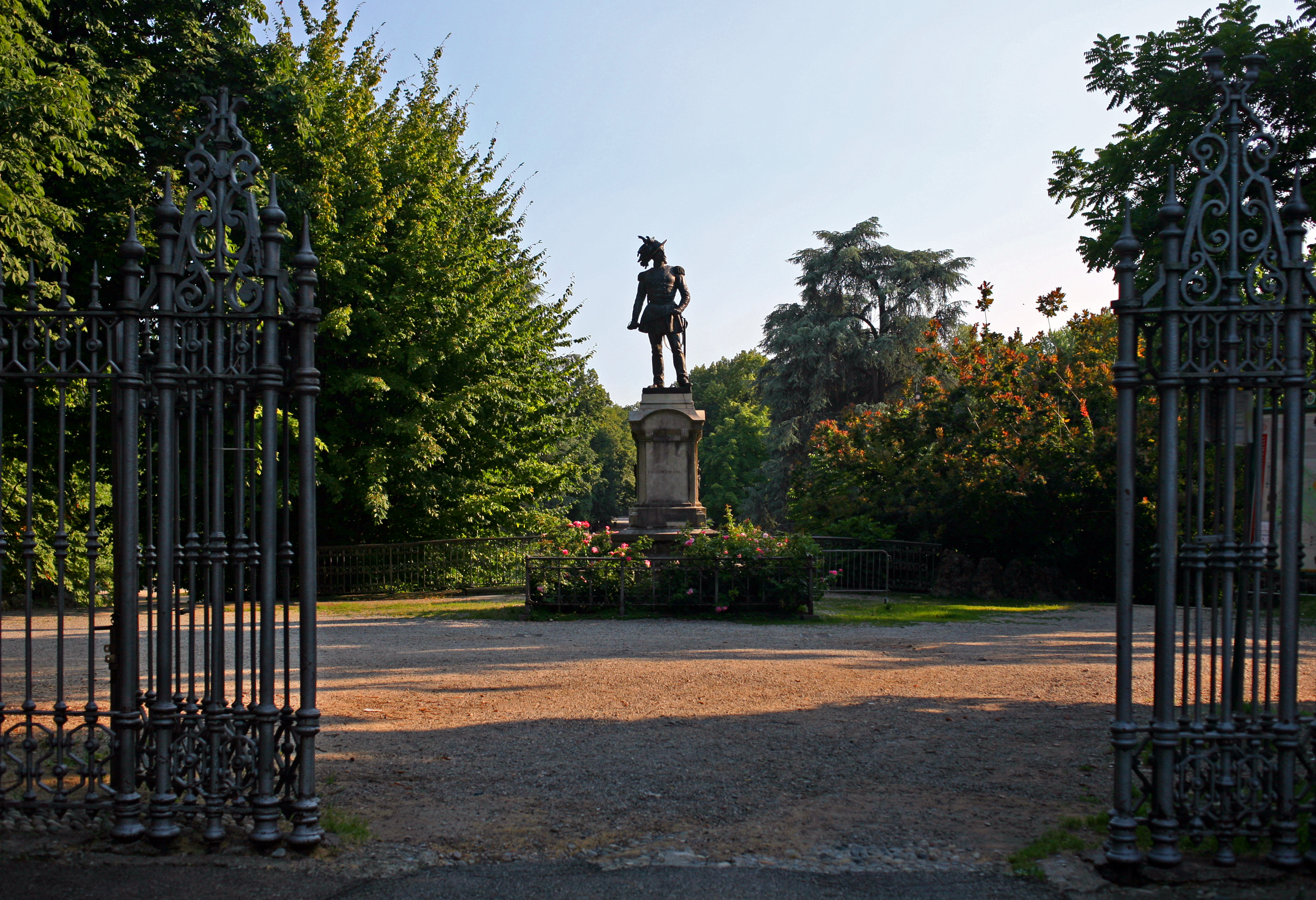
Luciano Manara, Milano
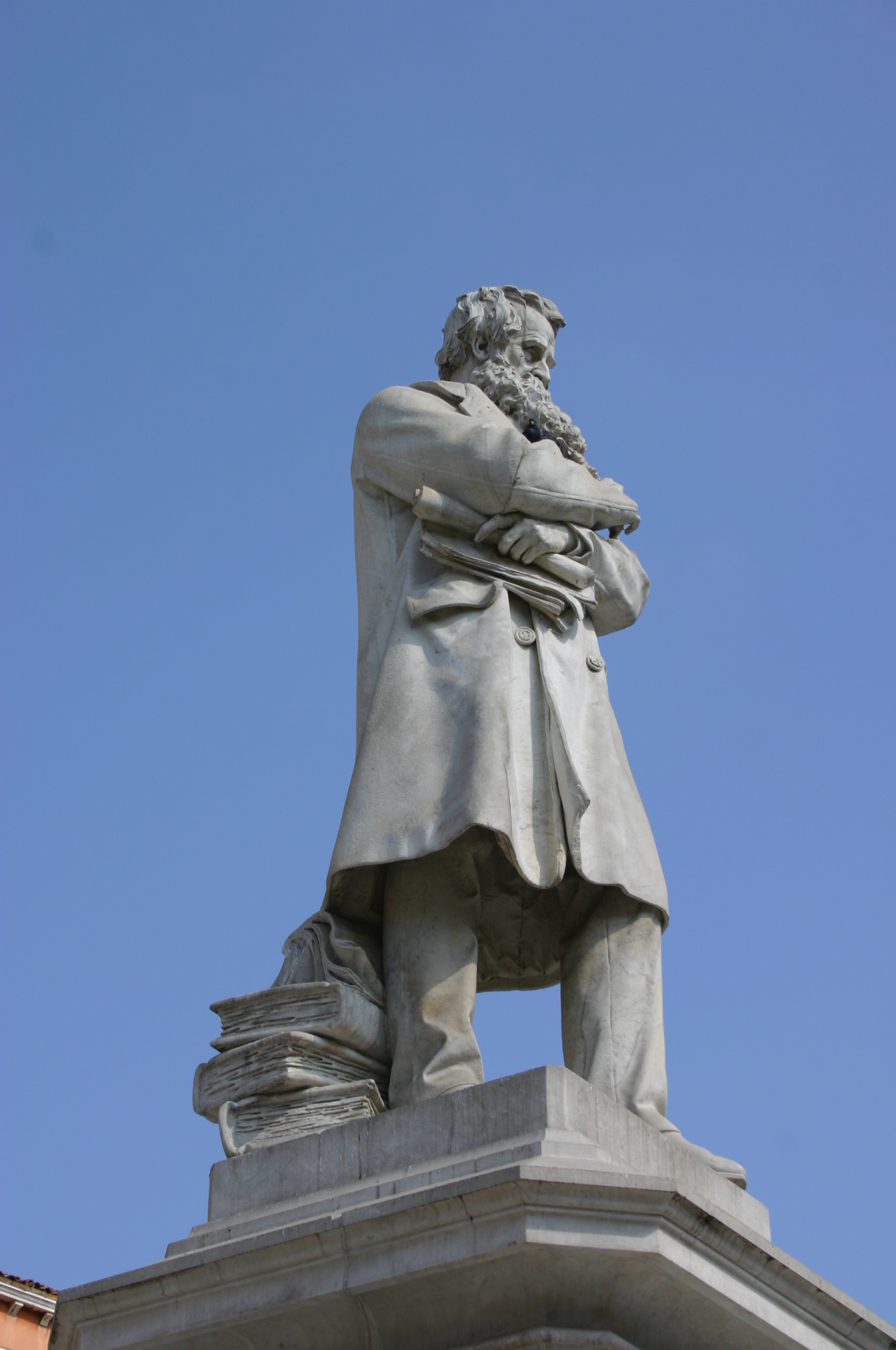
Monumento a Niccolò Tommaseo (1882), Venezia